# 龙瑞高速公路
龙陵－瑞丽高速公路（简称龙瑞高速），是中国国家高速公路网G56杭瑞高速的最后一段，也是亚洲公路AH14的一部分，位于云南省西部，起于龙陵县镇安镇龙山卡，终点在瑞丽市东出入口。

## 道路数据
龙瑞高速公路起于龙陵县城东北保龙高速公路止点K598+200，止于瑞丽姐勒互通K125+200，主线全长128.4公里，建设标准为双向四车道，路基宽度24.5米，设计行车时速80公里/小时。沿线设互通式立交7处（龙陵、芒市、风平、遮放、遮相、畹町、姐勒），连接线长8公里；建设特大桥9座全长7,576米、大桥91座全长46,168米，隧道15座13,142米，桥隧比高达32.8%。另外建有弄岛连接线长33.6公里，为二级公路。
交通运输部批复初步设计总概算投资107.5亿元人民币，其中国家交通运输部安排专项资金12.28亿元人民币，向亚洲开发银行贷款2.3亿美元，其余资金从国内银行贷款。

## 建设
2011年5月30日，龙瑞高速公路建设项目奠基。2011年7月，公路建设指挥部进场开始建设部署；2011年12月30日，龙瑞高速正式开工建设。2013年9月30日，龙瑞高速的第一条隧道——南天门1号隧道贯通。2015年5月30日，龙瑞高速芒市风平至畹町段通车，将芒市至畹町的行车时间从2小时缩短到40分钟。同年6月30日，芒市立交桥至风平立交桥段建成通车；9月30日，畹町至瑞丽段及弄岛连接线通车。2015年12月31日，芒市至龙陵镇安段建成试通车，标志杭瑞高速全面贯通。

## 互通枢纽及服务设施
| 地区                                                                                         | 里程 | 类型                              | 名称         | 连接                 | 说明         |
| -------------------------------------------------------------------------------------------- | ---- | --------------------------------- | ------------ | -------------------- | ------------ |
| 保山市 龙陵县                                                                                |      | 出入口                            | 镇安         | 保龙高速公路         |              |
| 保山市 龙陵县                                                                                |      | 停车场 · 飲料小吃                 | 黄草坝停车区 | 黄草坝停车区         |              |
| 保山市 龙陵县                                                                                |      | 隧道                              | 老绿樹隧道   | 老绿樹隧道           |              |
| 保山市 龙陵县                                                                                |      | 隧道                              | 营盘坡隧道   | 营盘坡隧道           |              |
| 保山市 龙陵县                                                                                |      | 隧道                              | 段家田隧道   | 段家田隧道           |              |
| 保山市 龙陵县                                                                                |      | 枢纽 · 出入口                     | 龙陵         | 龙华路               |              |
| 保山市 龙陵县                                                                                |      | 停车场 · 飲料小吃                 | 龙陵停车区   | 龙陵停车区           |              |
| 德宏傣族景颇族自治州 芒市                                                                    |      | 停车场 · 飲料小吃                 | 茅草坪加水站 | 茅草坪加水站         | 僅瑞丽方向   |
| 德宏傣族景颇族自治州 芒市                                                                    |      | 出入口                            | 芒市         | 320国道              |              |
| 德宏傣族景颇族自治州 芒市                                                                    |      | 停车场 · 加油设施 · 修车站 · 餐厅 | 芒市服务区   | 芒市服务区           |              |
| 德宏傣族景颇族自治州 芒市                                                                    |      | 出入口                            | 风平         | 芒那公路 320国道     | 德宏芒市机场 |
| 德宏傣族景颇族自治州 芒市                                                                    |      | 枢纽                              |              | 翁冷支线             |              |
| 德宏傣族景颇族自治州 芒市                                                                    |      | 出入口                            | 遮放         | 320国道              |              |
| 德宏傣族景颇族自治州 芒市                                                                    |      | 出入口                            | 遮相         | 320省道              |              |
| 德宏傣族景颇族自治州 芒市                                                                    |      | 停车场 · 加油设施 · 修车站 · 餐厅 | 拉相服务区   | 拉相服务区           |              |
| 德宏傣族景颇族自治州 瑞丽市                                                                  |      | 出入口                            | 畹町         | 320国道 畹江路       |              |
| 德宏傣族景颇族自治州 瑞丽市                                                                  |      | 停车场 · 飲料小吃                 | 瑞丽停车区   | 瑞丽停车区           |              |
| 德宏傣族景颇族自治州 瑞丽市                                                                  |      | 出入口                            | 瑞丽東       | 瑞丽大道             |              |
| 德宏傣族景颇族自治州 瑞丽市                                                                  |      | 枢纽 · 出入口                     | 瑞丽帕色     | 瑞隴高速公路 556国道 |              |
| 德宏傣族景颇族自治州 瑞丽市                                                                  |      | 主线出入口 · 主线收费站           | 瑞丽西       | 223县道              |              |
| 1.000 英里 = 1.609 千米；1.000 千米 = 0.621 英里 并行路段 • 已关闭／取消 • 限制进入 • 未开放 |      |                                   |              |                      |              |

## 自然灾害
2016年8月，受台风妮妲影响，芒市地区发生强降水，龙瑞高速三台山段多处塌方，交通双向中断。